# Seis personajes en busca de autor
Seis personajes en busca de autor (en italiano Sei personaggi in cerca d'autore) es la más famosa obra del escritor Luigi Pirandello, estrenada en Italia en 1921; la primera publicación del texto fue en 1925.
En conjunto con el resto de su producción dramática de la época, propone innovadores procedimientos que serán posteriormente influyentes fundamentos del teatro moderno, especialmente en el llamado Teatro del absurdo.
Es considerada por algunos como su obra maestra.
Se considera también como la primera de una trilogía de piezas de teatro dedicado al teatro: las otras dos son Cada cual a su manera (Ciascuno a suo modo, 1924) y Esta noche se improvisa la comedia (Questa sera si recita a soggetto, 1928-29).

## Argumento
Cuando se representa El juego de los papeles (Il giuoco delle parti), comedia  del mismo autor; se presentan en el escenario sus personajes: el padre, un cincuentón; la madre, muy afligida; la hijastra, rebelde; el hijo, soberbio; el niño y la niña.  
Sorprendido, el director de la obra oye del padre lo siguiente: ellos vienen en busca de un cualquiera que quiera darles realidad en su obra ya que su problema radicaba en que todos ellos procedían de la fantasía del escritor quien después de concebirlos en su imaginación, no los pasó al papel, no los inscribió en una obra.  Por eso están allí, anhelando existir y manifestar su propio destino; y como en el teatro no hay ningún autor, insisten para que el director de la compañía los vea y les ayude a dar forma en su drama. Con dicha finalidad, le relatan sus propias historias, cada uno reviviéndola a su manera, compadeciéndose sólo de sí mismos: el padre y la madre habían procreado en el matrimonio un hijo, pero tiempo después había surgido un romance entre la madre y el secretario del padre, por lo que el esposo los había dejado "libres".  En esta segunda relación, la madre tendría tres hijos con el secretario, pero una vez fallecido este, la madre hubo de retomar a la ciudad en busca de trabajo.  Entretanto la hijastra, la primera habida con el secretario, obligada por la necesidad, trabajaba con Madama Pace, que era dueña de una casa de citas y de la que el padre era cliente por sus asiduas visitas.  En estas circunstancias, por esas casualidades de la vida y sorpresivamente, la madre encuentra al padre y a la hijastra antes de que compartan el lecho. Afligido, el padre decide acoger en su casa a toda la familia. Allí el hijo mayor los trata con indiferencia, como a intrusos, por lo que la madre suplica que frene su hostilidad.  Simultáneamente a estos episodios, la niña cae en la fuente del jardín y el niño se mata con un revólver en el escenario, en tanto que la hijastra huye lanzando una amarga risotada.

## Personajes

### Compañía de teatro
- El director, quien está a cargo de la producción teatral de El juego de los papeles, es exigente y busca llevar a cabo el ensayo de su obra, que cuando sus intentos de retomar sus ensayos son frustrados él se altera e intenta expulsar a los personajes de el escenario; aunque posteriormente es conmovido por la historia de los personajes y accede a llevar a cabo su petición.
- Primer actor, uno de los talentos que será parte de la obra, quien luego tendrá que personificar a El padre.
- Primera actriz, una diva a quien le tocará interpretar a La hijastra, parece tener una relación con el Primer actor.
- Joven actor, le tocará ser el personaje de El hijo.
- Joven actriz, será La madre.
- Director de escena, conserje,el apuntador, etc..., ayudantes del director.

### La familia
- El padre, quien arrastra a todos para buscar a alguien que escriba su historia. Unos cincuenta años, de pelo rojizo, con bigote, ojos rasgados y azules, penetrantes.
- La madre, esposa de El padre, que después se fue con otro hombre. Viste de luto, humillada, con la cabeza y los ojos bajos.
- La hijastra, hija de La madre con su segunda pareja. Unos dieciocho años, provocadora, de gran belleza. También vestía de luto pero con elegancia.
- El hijo, único hijo de El padre y La madre; hermanastro de La hijastra, El muchacho y La niña. Unos veintidós años, alto, con un abrigo morado y una bufanda verde al cuello. El hijo en el argumento es el niño,y no es lo mismo que el muchacho. Argumento mal redactado.
- El muchacho, hermano de La hijastra. Unos catorce años también vestido de negro.
- La niña, la más pequeña de la familia, hermana de La hijastra y de El muchacho. Alrededor de los catorce años vestida de blanco con una cinta de seda negra en la cintura.
- Madama Pace, quien le ofrece trabajo a La hijastra cuando su padre muere.

## Adaptaciones para cine y televisión
- 1962: para la televisión sueca, dirigida por Bengt Lagerkvist
- 1964: para la televisión alemana, dirigida por Eberhard Itzenplitz.
- 1971: para la televisión belga, dirigida por Robert Lussac.
- 1973: para la televisión danesa, dirigida por Leon Feder.
- 1974: para la televisión española (TVE), adaptada y dirigida por Alberto González Vergel
- 1976: PBS adaptación televisiva dirigida por Stacy Keach (ahora disponible en DVD)
- 1978: ZDF, para la televisión alemana.
- 1982: TVE, para Estudio 1, adaptada por Miguel Ángel Conejero, dirigida por Miguel Narros y realizada por Pedro Pérez Oliva.
- 1986: para la televisión argentina (Radio y Televisión Argentina), adaptación realizada por Oscar Barney Finn.
- 1992: BBC adaptación para el cine dirigida por Bill Bryden.
- 2004: Para la televisión francesa, dirigida por Laurent Preyale.

## Representaciones destacadas
Entre las decenas de montajes que sobre la obra se han realizado en los siglos XX y XXI pueden mencionarse los siguientes:
- Teatro Valle, Roma, 9 de mayo de 1921. Estreno.
  - Dirección: Dario Niccomedi.
  - Intérpretes: Luigi Almirante, Vera Vergani, Luigi Cimara.

Este montaje fue representado en el Teatro Goya de Barcelona y en el Teatro de la Princesa de Madrid en diciembre de 1923.
- Princess Theatre, Broadway, Nueva York, 1922.
  - Dirección: Brock Pemberton.
  - Intérpretes: Moffat Johnston, Margaret Wycherly, Florence Eldridge, Dwight Frye.

- Teatro de los Campos Elíseos, París, 1923.[3]
  - Dirección: Georges Pitoëff
  - Intérpretes:  Georges Pitoëff, Ludmilla Pitoëff, Alfred Penay,  Marie Kalff, Michel Simon.

- Die Komödie, Berlín, 1924.
  - Dirección: Max Reinhardt.
  - Intérpretes: Max Gülstorff, Franziska Kinz.

- Teatro Odescalchi, Roma, 1925.
  - Dirección: Luigi Pirandello.
  - Intérpretes: Lamberto Picasso, Marta Abba.

- Teatro La Latina, Madrid, 1926.[4]
  - Traducción: Salvador Vilaregut.
  - Intérpretes: Alfredo Gómez de la Vega, Mimi Aguglia, Elvira Morla, Sr. Valenti.

- Westminster Theatre, Londres, 1932.
  - Dirección: Tyrone Gurthrie.
  - Intérpretes: Henry Oscar, Flora Robson, Leslie Flirth.

- Comédie-Française, París, 1952.[5]
  - Dirección: Julien Bertheau
  - Intérpretes: Claude Rich, Jean Meyer, Fernand Ledoux, Renée Faure, María Casares.

- Teatro Español, Madrid, 1955.[6]
  - Dirección: José Tamayo.
  - Intérpretes: Alfonso Godá, Juanjo Menéndez, Asunción Sancho, Ana María Méndez, Antonio Prieto.

- Myfair Theatre, Londres, 1963.
  - Dirección: William Ball.
  - Intérpretes: Ralph Richardson, Barbara Jefford.

- Teatro Bellas Artes, Madrid, 1967.[7]
  - Adaptación: Ildefonso Grande.
  - Dirección: José Tamayo.
  - Intérpretes: José Sancho Sterling, Ana María Noé, Asunción Sancho, José Rubio, Fernando Guillén, Asunción Montijano.

- Teatro Nacional, Oslo, 1967.
  - Traducción: Carl Fredrik Engelstad.
  - Dirección: Ingmar Bergman
  - Intérpretes: Henki Kolstad, Knut Wigert, Liv Ullmann.

- Teatro Eliseo, Roma, 1980.
  - Dirección: Gian Carlo Cobelli.
  - Intérpretes: Turi Ferro, Carla Gravina.

- Teatro Principal, Valencia, 1982.
  - Dirección: Miguel Narros.[8]
  - Intérpretes: Manuel de Blas, Kiti Mánver, Carlos Hipólito, José Pedro Carrión, Jorge Roelas, Luisa Gavasa.

- Théâtre National de l'Odéon, París, 1986.
  - Dirección: 	Jean-Pierre Vincent.
  - Intérpretes: Ugo Tognazzi, Catherine Samie, Jean-Philippe Puymartin, Caroline Chaniolleau, Jean-Claude Dreyfus

- Teatro Greco, Taormina, 1991.
  - Dirección: Franco Zeffirelli.
  - Intérpretes: Enrico Maria Salerno, Benedetta Buccellato.

- Teatro Albéniz, Madrid, 1995.
  - Dirección: Miguel Narros.
  - Intérpretes: Helio Pedregal, Chema Muñoz, Nuria Gallardo, Claudia Gravy, Gabriel Garbisu, Arantxa Aranguren.

- Teatro Bulanda, Bucarest, 2005.
  - Dirección: Liviu Ciulei.
  - Intérpretes: Ion Caramitru, Dan Astilean, Mirela Gorea, Julieta Strambeanu Weigel, Anca Androne, Anca Sigartau, Marius Capota, Valentin Popescu.[9]

## Adaptaciones teatrales
- 2010: La función por hacer. Adaptación libre de Miguel del Arco y Aitor Tejada.
- 2018: La función por hacer. Adaptación libre de María Belén Bianco.